# Edwin C. Brock
Edwin C. Brock (20 aprile 1946 – Il Cairo, 22 settembre 2015) è stato un egittologo statunitense.
Coniugato con l’egittologa canadese Lyla Pinch Brock, Brock ha lavorato con il Theban Mapping Project dal 1997 al 2004, in collaborazione con il responsabile del progetto Kent R. Weeks. 
Suo incarico principale è stato quello di analizzare i sarcofagi reali; in particolare, ha operato nelle tombe KV8 di Merenptah; KV10 di  Amenmesse unitamente ad Otto John Schaden.
Come co-direttore del Amenmesse Project, nel febbraio 2006 annunciò la scoperta della tomba KV63, la prima dopo la scoperta della KV62 di Tutankhamon nel 1922